# Margareta Skantze

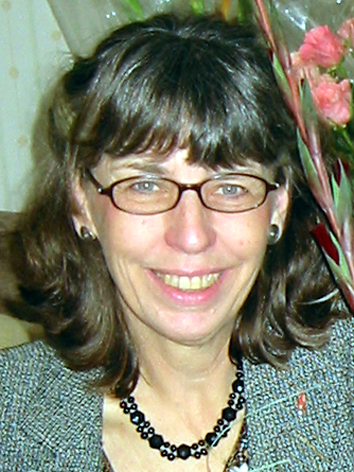
Margareta Skantze, 2006

Margareta Skantze (* 9. Januar 1943 in Stockholm) ist eine schwedische Schriftstellerin, Journalistin und Theaterregisseurin.

## Leben
Margareta Skantze ist die Tochter von Dagmar Hesser (1920–2019) und Torwald Hesser (1917–2004). Ihre Mutter war Bibliothekarin und ihr Vater Justizrat am Obersten schwedischen Gerichtshof „Högsta domstolen“. Sie wuchs in dem Villenviertel Djursholm auf, wo sie 1961 ihr Abitur an dem humanistischen Gymnasium machte. Sie verbrachte ein Jahr als Stipendiatin an der University of Colorado Boulder in den USA. Danach studierte sie an der Universität Stockholm und schloss mit einem M.A in Englisch und Französisch ab. Sie zog in die Universitätsstadt Lund, um dort Drama-Theater-Film zu studieren. Dort arbeitete sie auch vier Jahre als Schauspielerin in der unabhängigen Theatergruppe Protevs unter Leitung des Theatermannes und Professors Ulf Gran. Ihr Regiedebüt gab sie 1969 mit einer Inszenierung von „Fordringsägare“ (Kreditgäber) von August Strindberg.
Sie heiratete 1970 Patrik Skantze und zog mit ihm nach Stockholm, wo sie beim Schwedischen Rundfunk Sveriges Radio als Produzentin von Programmen in englischer und französischer Sprache tätig war. Ihre drei Söhne wurden dort geboren. Anschließend arbeitete sie als Dramaturgin am Stockholmer Stadttheater.
Im Jahr 1979 zog sie mit ihrem Mann und ihren drei Söhnen nach Karlskrona in Blekinge. Dort arbeitete sie 12 Jahre lang als Produzentin von Kultursendungen beim Regionalsender Blekinge des Schwedischen Rundfunk. Seither ist sie als freiberufliche Dramatikerin, Autorin, Regisseurin, Übersetzerin, Dozentin und Kulturredakteurin tätig.
Von 1997 bis 2000 war Margareta Skantze eine der Leiterinnen des internationalen Netzwerks Women Playwrights International.
Seit 2010 leitet sie ihren eigenen Verlag.

## Werk

### Inhalte
Margareta Skantze ist eine Theaterautorin, d. h. sie ist für Text, Regie und Produktion ihrer eigenen Werke verantwortlich. Ihr Theaterschaffen findet hauptsächlich in Blekinge statt, wo sie künstlerische Leiterin der Theatergruppen Teater Caro und Teater Kontur war. Sie hat sich intensiv mit der europäischen Geschichte befasst und versucht, das klassische historische Drama wiederzubeleben. Inspiriert vom Elisabethanischem Theater hat sie eine Reihe dramatischer Werke geschaffen, die revolutionäre Umwälzungsprozesse in der schwedischen Geschichte beleuchten. Ihr besonderes Interesse gilt der Gründung der Nordischen Union durch Königin Margarethe I im Jahr 1397, die Auflösung der Union, der Machtergreifung von König Gustav Vasa im Jahr 1523, der Entstehung des schwedischen Nationalstaats und der Reformation. Sie hat diesen ganzen Prozess in einen europäischen Kontext gestellt. Dies wird auch in ihren beiden Sachbüchern „Die Geschichte der Königin Margareta“ und „Da bricht ein edles Herz - König Christian II. und seine Welt“ beschrieben.
In Zusammenarbeit mit der Frauenmusikgruppe Sonatrice hat sie auch versucht, die Tradition der Literarischen Salons wiederzubeleben, in denen sie mit Worten und Tönen Themen aus der europäischen Ideentradition zum Ausdruck gebracht werden.
Ein weiteres Thema ihrer dramatischen Arbeit ist die Gestaltung der Geschichte der Frauen. Sie hat dies in einer Sammlung von Monologen getan, in denen Frauen aus verschiedenen historischen Epochen über ihr Leben sprechen. Sieben der Monologe sind in einer gedruckten Ausgabe erhältlich. Die Frauen sind: Jesu Mutter Maria, Maria Magdalena, Hildegard von Bingen, Königin Margarethe I, die französische Revolutionärin Olympe de Gouges, die beiden schwedischen Autoren Selma Lagerlöf und Elin Wägner.
Die Monologe sind in deutscher Übersetzung von Melsene Laux erhältlich.
In ihrem Buch Vägen till Henne - om Kvinnans försvunna historia (de: Der Weg zu Ihr - über die verlorene Geschichte der Frau) behandelt sie den Kult verschiedener Göttinnen in den sumerischen, ägyptischen, jüdischen und griechischen Kulturkreisen. Sie beschreibt, wie der Kult dieser Göttinnen mit dem christlichen Marienkult verschmolz. Besondere Betonung legt sie dabei auf den Kult der Schwarzen Madonna.

### Inszenierungen

#### Eigene Dramentexte
- Inför Domen – Drei Frauen, die im Schweden des 17. Jahrhunderts wegen Hexerei verurteilt sind. UDG-Teatern 1988[3]
- Kung Kristina – Das Leben der schwedischen Königin Kristina von der Wiege bis zur Bahre. UDG-Teatern 1990[4][5]
- Mor Dacke – Der größte Bauernaufstand in den nordischen Ländern aus der Sicht einer Mutter.  Teater Caro 1991[6][7][8]
- Vitus – Über die Gründung der Stadt Karlskrona im Jahr 1680. Ein Zusammenstoß zwischen Land und Stadt, Natur und Zivilisation, Individuum und Staat. Teater Caro 1992[9]
- Vogn och Yxna – Eine Wikingergeschichte aus Blekinge. Eine Erkundung der Begegnung zwischen Heidentum und Christentum. Teater Caro 1993[10]
- Maria Magdalena – Eine Lebensgeschichte von und über den treuesten Jünger Jesu. Regionteatern Blekinge Kronoberg 1996[11][12][13][14][15][16]
- 55 Minuter Wägner – Die schwedische Schriftstellerin und Friedensaktivistin Elin Wägner spricht über ihr Leben, ihr Verhältnis zu Männern, Männlichkeit und Militarismus. Regionteatern Blekinge Kronoberg 2003[17][18][19][20]
- Svart Madonna – Eine großartige Geschichte über die Mutter Jesu, über Hass und Rache, über Zweifel und Angst und über den Triumph der Liebe. Teater Kontur 2006[21][22][23][24][25]
- Selmas samlade vrede – Die schwedische Schriftstellerin Selma Lagerlöf in einer Auseinandersetzung mit sich selbst, ihrer Zeit und ihrem Glauben an Gott. Teater Kontur 2008[26]
- Kung Byxlös – Ein großes episches Drama über Königin Margarete, die 1397 die Nordische Union gründete. Teater Kontur 2011[27]
- Olympes rop på schavotten – Die französische Revolutionärin Olympe de Gouges steht vor ihrer Hinrichtung und lässt ihr Leben Revue passieren. Teater Kontur 2024[28][29]

#### Literarische Salons
- Hildegard von Bingen - eine Feder auf dem Atem Gottes 1998
- Hildegard och Leonardo – ein Ringkampf der Seelen 1999
- Edith Stein – Frau im Schatten des Hakenkreuzes 2001
- Die Heilige Birgitta und ihre lange Reise 2003
- Auf der Suche nach dem Heiligen Gral 2005

#### Hörspiele
- Momo von Michael Ende, Drehbuch und Regie, Sveriges Radio 1980
- Wikinger-Geschichten, Drehbuch und Regie, Sveriges Radio 1981
- Biblische Geschichten, Drehbuch und Regie, Sveriges Radio 1982

### Veröffentlichungen

#### Theaterstücke
- Historiska dramer, Arakne Förlag 2022
- Kvinnomonologer, Arakne Förlag 2023
- Frauenmonologe (Übersetzung: Melsene Laux), Arakne Förlag 2024, ISBN 978-91-978681-7-4

#### Sachbücher
- Maria Magdalena, Galatea Förlag 1996
- Vägen till Henne – om Kvinnans försvunna historia, Arakne Förlag 2010
- Drottning Margaretas historia, Arakne Förlag 2015
- Där brast ett ädelt hjärta – Kung Kristian II och hans värld, Arakne Förlag 2019

#### Übersetzungen
- Ormond, Jacqueline: Mellan två världar (Transit), Norstedts, Stockholm 1967
- Charrière, Henri: Revansch (Banco), Norstedts, Stockholm 1973
- Cauvin, Patrick: Åtta dagar om sommaren (Huit jours en été), Norstedts, Stockholm 1980